# Ove Andersson
Pour les articles homonymes, voir Andersson.
Ove Andersson, né le 3 janvier 1938 à Uppsala en Suède et mort le 11 juin 2008 à Oudtshoorn en Afrique du Sud dans un accident lors d'un rallye est un pilote automobile suédois. Après une brillante carrière de pilote en rallye, il avait fondé et dirigé le Toyota Team Europe, chargé de l'engagement officiel des Toyota en championnat du monde des rallyes, aux 24 heures du Mans puis dans le championnat du monde de Formule 1.

## Biographie

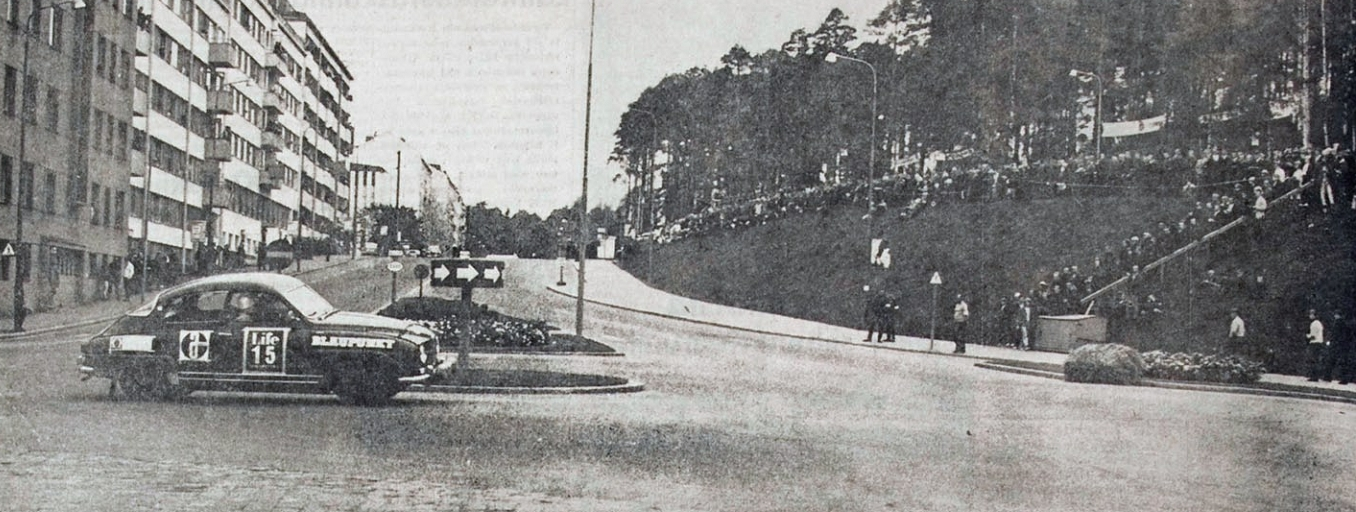
O.Andersson au rallye de Finlande en 1965.

Ove Andersson a commencé sa carrière de pilote à l'âge de 20 ans, en 1958. Jusque-là employé en tant que mécanicien dans un garage, il décide avec un ami de préparer une Saab pour participer à ses premiers rallyes. De bons résultats lui valent progressivement de devenir un pilote officiel de Saab. En 1965, mécontent de sa situation chez Saab, il rejoint l'équipe officielle Lancia avec laquelle décroche ses premiers succès dans des épreuves internationales. Il pilote ensuite pour Ford ainsi que pour l'écurie française Alpine, avec laquelle il remporte en 1971 le Rallye Monte-Carlo, le San Remo, le Rallye alpin d'Autriche et l'Acropole dans le cadre du récent Championnat international des marques (4 victoires pour 8 manches internationales proposées durant la saison). Toujours pour Alpine en 1973, il termine 2e du Monte-Carlo (tout en étant copiloté par Jean Todt).
Courant 1972, Andersson est contacté par Toyota pour piloter une de leurs voitures Celica 1.6 GT à l'occasion du RAC Rallye (victoire de classe). L'accord entre le Suédois et Toyota va bien plus loin qu'une simple relation pilote-employeur puisque Andersson monte sa propre structure dans sa propre ferme à Uppsala, le Andersson Motorsport (qui deviendra le Toyota Team Europe -TTE- en 1975 lors de son déménagement à Bruxelles), chargée de la préparation et de l'engagement des voitures japonaises, tant Corolla que Celica, en mondial, devenant ainsi le tout premier préparateur privé d'une grande marque automobile en WRC. La première victoire du TTE intervient en Finlande, à l'occasion du Rallye des Milles Lacs remporté par Hannu Mikkola sur une Toyota Corolla 1.6 Levin. Parallèlement, Andersson poursuit aussi sa propre carrière de pilote et remporte ce qui sera sa seule victoire dans le championnat du monde, au Safary Rally sur une Peugeot 504, ce qui lui permet d'être le seul scandinave à obtenir ainsi des victoires internationales tant pour Renault que pour Peugeot en rallye. Il enchaîne aussi alors les bonnes performances avec la Corolla 1.6 et la Celica 2.0 GT, plus particulièrement au rallye du Portugal (2e en 1976, 3e en 1975, 1977 et 1979, 4e en 1974 et 1978, 6e encore en 1980 à 42 ans, soit six places consécutives dans les cinq premiers à la quarantaine!). De 35 à 44 ans il parvient à disputer 28 courses en WRC, obtenant sept podiums, dont quatre pour Toyota.
Dans les années 1980, Andersson abandonne sa carrière de pilote pour se concentrer sur la direction du Toyota Team Europe qui quitte Bruxelles pour s'installer à Cologne en Allemagne dès 1979, du fait de son accroissement. 
Au début des années 1990, le TTE s'affirme comme la meilleure équipe du championnat du monde et offre à Toyota plusieurs titres mondiaux avec Carlos Sainz, Juha Kankkunen et Didier Auriol. Mais la période de domination de Toyota s'achève en 1995 lorsque l'écurie est reconnue coupable de tricherie (les Celica utilisaient des turbos ne répondant pas au règlement technique) et est exclue du championnat du monde. Malgré de bonnes performances en 1998, le Toyota Castrol Team quitte le championnat après la saison 2001 devant l'absence alors de résultats des pilotes nordiques Hagström, Lundgaard et Carlsson, et les véhicules privés liés à la marque disparaissent à leur tour un an plus tard du WRC.
En 1997, Toyota confie au TTE d'Andersson l'engagement de la marque aux 24 heures du Mans. Malgré une voiture reconnue comme la plus performante du plateau (la Toyota GT One), il s'agit d'un échec pour Andersson puisque la victoire échappe à Toyota tant en 1998 qu'en 1999. Comme pressenti de longue date, les 24 heures du Mans servent également de répétition à Toyota pour s'engager dans le championnat du monde de Formule 1. À nouveau, le programme est confié au Toyota Team Europe, mais signe de la perte d'indépendance d'Andersson vis-à-vis de la maison mère, la structure, qui avait été rachetée par Toyota en 1993, est rebaptisée Toyota Motorsport. Après une année de préparation, le Toyota F1 Team fait ses débuts dans le championnat du monde en 2002 mais à l'issue de deux années décevante en termes de résultats, Ove Andersson alors officiellement directeur technique est écarté de la tête de l'écurie et confiné à un rôle de "consultant". 
Ses derniers mois au sein de l'écurie sont en outre obscurcis par une affaire d'espionnage, plusieurs dirigeants de Toyota F1 (dont lui) étant mis en cause pour avoir utilisé en 2003 des données confidentielles appartenant à la Scuderia Ferrari tout en ayant connaissance de leur provenance frauduleuse. Les poursuites à son encontre seront finalement abandonnées fin 2007.
En 2007, il quitte définitivement Cologne pour s'installer en Afrique du Sud. C'est près de chez lui, au volant de la Volvo PV444 qu'il pilotait à l'occasion du Continental Milligan Vintage Trial (un rallye historique réservé aux voitures antérieures aux années 1960) qu'il trouve la mort le 11 juin 2008 après avoir été percuté de face par un camion.

## Palmarès

### Titres
- 1968 et 1969: participation officielle aux deux titres de Champion d'Europe des Marques pour Ford (avec Bengt Söderström, Roger Clark, Hannu Mikkola et Gilbert Staepelaere), grâce à la Ford Escort TC (Twin Cam) (et à la Cortina-Lotus)[6];
- 1971: participation officielle au titre de Champion international des Marques pour Alpine (avec Jean-Luc Thérier, Jean-Claude Andruet, Bernard Darniche, Jean Vinatier, Jean-Pierre Nicolas, Tasos Livieratos et Billy Coleman);
- 1973: participation officielle au titre de Champion du monde des Constructeurs pour Alpine-Renault (avec Jean-Luc Thérier, Jean-Pierre Nicolas, Bernard Darniche, Jean-Claude Andruet et Jean-François Piot).

### Pilote

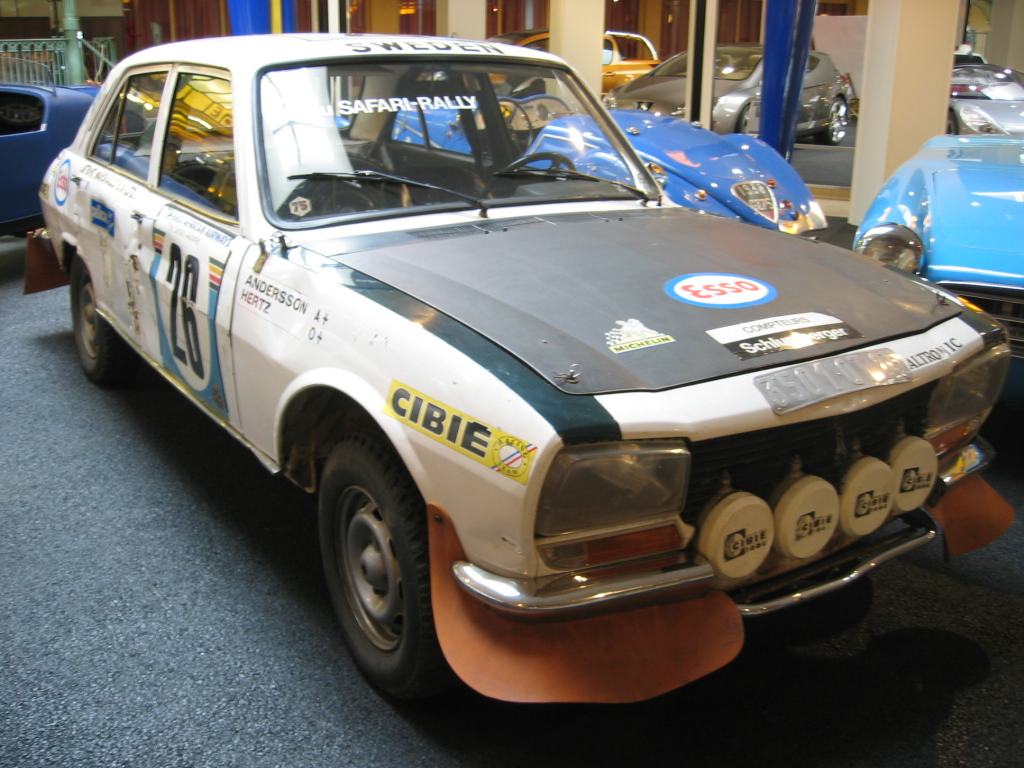
La Peugeot 504 d'Ove Andersson et Hertz, vainqueurs du Safari Rally en 1975.

- Vainqueur du Rallye RACE d'Espagne en 1967 (sur Lancia Fluvia, en ERC);
- Vainqueur du Rallye du Pays de Galles en 1969 (sur Ford Escort Twin Cam);
- Vainqueur du Rallye Monte-Carlo en 1971 (CIM);
- Vainqueur du Rallye Sanremo-Sestriere en 1971 (CIM);
- Vainqueur du Rallye alpin d'Autriche en 1971 (CIM);
- Vainqueur du Rallye de l'Acropole en 1971 (CIM);
- Vainqueur du Critérium Jean Behra en 1971 (championnat de France, second Jacques Henry);
- Vainqueur du Rallye Total d'Afrique du Sud en 1974;
- Vainqueur du Rallye Safari en 1975 (WRC);
- Vainqueur du Rallye Nordland en 1975 (ERC);
  - 2e du Gulf London Rally en 1968.

### Autres podiums en championnat du monde
- 2e du rallye Monte-Carlo 1973 (Alpine-Renault);
- 2e du rallye du Portugal 1976 (Toyota);
- 3e du rallye Safari 1973 (Peugeot);
- 3e du rallye du Portugal 1975 (Toyota);
- 3e du rallye du Portugal 1977 (Toyota);
- 3e du rallye du Portugal 1979 (Toyota);

### Autre podium en championnat international des marques
- 3e du rallye de l'Acropole 1970 (Ford).

### Dirigeant du Toyota Team Europe
- Toyota champion du monde des constructeurs de rallyes en 1993, 1994 et 1999;
- Toyota vainqueur du championnat du monde des pilotes de rallyes en 1990 (Carlos Sainz), 1992 (Carlos Sainz), 1993 (Juha Kankkunen) et 1994 (Didier Auriol);
  - Toyota vice-champion du monde des constructeurs de rallyes en 1989, 1990, 1991, 1992 et 1998;
  - Carlos Sainz vice-champion du monde des rallyes en 1991 et 1998;
  - 3e du championnat du monde des pilotes de rallyes en 1989 (Kankkunen), 1993 (Auriol) et 1999 (Auriol).